# Alfred Stephen
Pour les articles homonymes, voir Stephen.
Alfred Stephen (20 août 1802 à Saint-Christophe dans les Antilles - 15 octobre 1894) est un juge australien qui fut président de la Cour suprême de Nouvelle-Galles du Sud,,,,.

## Biographie
Son père, John Stephen (1771-1833), est lié à Henry John Stephen, Sir James Stephen et Sir James Fitz Stephen, tous hommes célèbres en Angleterre. John est devenu avocat puis avocat-général à Saint-Christophe avant sa nomination au poste de procureur-général de Nouvelle-Galles du Sud en janvier 1824. Il arrive à Sydney le 7 août 1824 et en septembre 1825 est nommé juge par intérim à la Cour suprême. Le 13 mars 1826 sa nomination est confirmée. Il démissionne de son poste à la fin de 1832 en raison de problèmes de santé et est décédé le 21 décembre 1833.
Alfred fait ses études à l'école de Charterhouse puis au lycée Honiton dans le Devonshire. Il retourne à Saint-Christophe pour quelques années et revient ensuite à Londres pour étudier le droit. En novembre 1823, il est admis au barreau et l'année suivante s'embarque pour la Tasmanie. Il arrive à Hobart le 24 janvier 1825 et le 9 mai est nommé avocat-général puis, 10 jours plus tard, avocat de la couronne. Il s'allie avec le gouverneur Arthur dans sa lutte contre Joseph Tice Gellibrand, le procureur général et Stephen est démis de son poste en août 1825 à la suite des accusations contre la conduite publique et professionnelle de son frère. Stephen a toujours eu une très haute idée de son propre comportement dans cette affaire. L'incident est examiné en détail dans le livre sur le début de l'histoire de la Tasmanie de RW Giblin (Early History of Tasmania, vol. II, p. 467 et suiv.).
En 1829 Stephen découvre une erreur grave dans la rédaction des titres fonciers dans toutes les colonies australiennes. Le problème est corrigé par décision royale et de nouveaux titres de propriétés délivrés en 1830. En janvier 1833, il devient procureur général et fait preuve d'une grande capacité d'organisation à son poste. Il est forcé de démissionner en 1837, son état de santé ayant beaucoup souffert du surmenage, mais après un certain temps de repos, il ouvre un cabinet privé qui a beaucoup de succès. Le 30 avril 1839, il est nommé juge de la Cour suprême de Nouvelle-Galles du Sud et il arrive à Sydney le 7 mai.
Il publie en 1843 son Introduction à la pratique de la Cour suprême de Nouvelle-Galles du Sud et, le 7 octobre 1844, il en est nommé président. Sa nomination comme président est confirmée par une dépêche de Lord Stanley du 30 avril 1845. Il occupe le poste jusqu'en 1873 et au cours de cette période non seulement il s'acquitte de ses fonctions judiciaires, mais conseille le gouvernement sur de nombreuses questions complexes qui se posent à l'Assemblée législative. En août 1852, il recommande que la nouvelle Chambre Haute soit composée en partie de sénateurs désignés et en partie de sénateurs élus. En mai 1856, il est nommé président de la Chambre Haute et occupe ce poste jusqu'en janvier 1857. Il est en mesure de faire profiter la Chambre de son expérience lors de l'élaboration des projets de lois traitant de titres de propriété foncière, de la profession juridique et de l'administration de la justice. Il continue à occuper son siège jusqu'en novembre 1858 lorsque les juges n'ont plus eu le droit de siéger au parlement.
En février 1860, il obtient 12 mois de congé et en profite pour visiter l'Europe. À son retour, il se consacre à la question du droit pénal et est le principal responsable d'un amendement du droit pénal qui, venu en premier lieu devant le Parlement en 1872, n'a pas, toutefois, été appliqué jusqu'en 1883. Il démissionne de son poste de président de la Cour Suprême en 1873. Il assure les fonctions de gouverneur entre le départ du comte de Belmore en février 1872 et l'arrivée de Sir Hercules Robinson en juin. Il est nommé vice-gouverneur en 1875 et préside à plusieurs reprises les réunions du gouvernement.
Stephen démissionne du conseil législatif en 1891 et prend sa retraite. Il est encore relativement en bonne santé pour ses 90 ans en août 1892. Il meurt le 15 octobre 1894. Il avait épousé Virginie, fille de Matthew Consett, qui est morte en 1837, puis Eleanor, fille du pasteur William Bedford, morte en 1886. Il a neuf enfants de chaque mariage et au moment de sa mort, il a 66 petits-enfants,,.